# 祐尊
祐尊（ゆうそん、元徳元年（1329年）-応永19年10月5日（1412年11月9日） ）は、室町時代の真言宗の僧。俗姓は高井と伝えられ、上総と称した。

## 経歴
父である讃岐法橋定祐は仁和寺・東寺の僧であった仁和寺華厳院の院主・弘雅に仕える青侍（院家に仕える三綱クラスの僧侶）であり、常陸国信太荘や遠江国原田荘の雑掌を務めて年貢徴収の任にあたっていた。祐尊も若い時には弘雅に仕えながら、父の荘務を手伝っていたとみられている。
文和元年/正平7年（1352年）、弘雅の推挙によって24歳で東寺領であった播磨国矢野荘例名（現在の兵庫県相生市）の学衆方所務代官に補任されて現地に派遣され、翌文和2年/正平8年（1353年）2月には弘雅自身も同地の給主職を与えられた。当時、矢野荘は鎌倉時代末期の東寺による一円支配に抵抗する寺田悪党の乱入に悩まされていた。これは公文職の藤原清胤（阿波与一）と有力名主の実円の活躍によって退けられたが、観応の擾乱において清胤が足利直義方についたために守護の赤松氏に追われ、赤松氏の家臣で寺田氏（悪党）から権利を譲られていた飽間光泰が、観応の擾乱の恩賞として清胤が有していた公文職と荘内にある重藤名と呼ばれる地域（元は寺田氏が領していたが、同氏の追放後に清胤に与えられていた）を得たとして、守護の赤松氏の許可を得て乱入するなど混乱が続いていた。その混乱の中で弘雅および祐尊は矢野荘を引き受けたのである。もっとも、この時祐尊が与えられた代官の地位は矢野荘例名の中でも学衆が管理していた学衆方と呼ばれる地域に関してのものであり、この他に供僧が管理していた供僧方と呼ばれる地域があった。ところが、文和元年/正平7年（1352年）夏に供僧方の代官が一連の混乱を収拾しきれずに、その提案によって赤松氏の家臣で有力な国人であった有元将監に学衆方を含めた一円の所務職を与えられることになったために祐尊は一時的に代官を解任される（ただし、名義はその養子・福井三郎次郎に対して与えられた）。その後も祐尊は現地にて新しい代官の補佐を務めていたが、この代官は延文4年/正平14年（1359年）に学衆方の代官を更迭され、祐尊が代官に復帰することになった。
代官に復帰した祐尊は直ちに長年の混乱の一因であった東寺による一円知行の確立に動き出す。そのためには、飽間氏によって抑えられた公文職と重藤名の回収が重要な課題であった。祐尊は飽間をはじめ播磨国の武士に最も影響を与える存在である守護の赤松則祐を動かすことを目論み、彼の側室であった七々局に接近する。彼女に公文職と重藤名の回収が成功したら、彼女に年貢の一部を納入することを条件に則祐への口入を依頼、延文4年/正平14年（1359年）9月にはこれまで公方御教書（室町幕府将軍の直々の命令）でも実現しなかった重藤名の打渡（権利者への返還）を実現させた。残された公文職が守護・赤松則祐が祈祷料所としての寄進を口実に返還が実施されたのは、応安7年/文中3年（1374年）のことであった。この間、祐尊は七々局や守護の奉行人である上村光泰に接近して様々な名目で金銭や物を贈り、守護役や兵粮米の提供に積極的に応じるなど、守護の赤松氏に協力する態度を示した。祐尊が取った守護権力と協力して一円支配を回復するという方策は東寺や百姓たちも認めるところであったが、彼が守護側への接待・交渉に使った費用や守護役などの負担は誰が行うのか？という点についてはそれぞれの思惑もあって対立を深めることになった。祐尊は接待・交渉に使った費用を経費として徴収した年貢から差し引こうとしたが、東寺側は矢野荘の百姓に半分を負担させるように命じた。ところが、百姓側はこれに応じなかったために散用状（決算報告）が作成できず、貞治2年/正平18年（1363年）には代官更迭が検討され、2年後には百姓側からは守護から矢野荘へ割り振られた守護役を軽減して貰ったことを隠蔽して差分を自己のものにしているなどの不正行為の告発がなされている。また、祐尊も代官としての地位を利用して自己の名田の拡大を図ったり、自己の名田が負担すべき諸役の負担を回避したりして、莫大な財産を築いていた。こうした祐尊の動きに目を光らせていたのが、荘内最有力の名主であった実円であった。実円はたびたび東寺に祐尊の不正を知らせ、祐尊も実円の追放を図ったが、かつて寺田悪党の侵攻に対して身を挺して矢野荘を守った実円に対しては東寺や荘内の百姓の信頼も厚く、応安2年/正平24年（1369年）に実円が十三日講で暴力事件を起こすという彼自身の行為を原因として追放措置になった際ですら、最終的には科料に減刑されている。応安7年/文中3年（1374年）に実円が亡くなった後に祐尊はその息子である実長から名田を取り上げて矢野荘から追放しようとしたが、これも失敗に終わった。一方、この年に赤松氏から寄進の形で返還を受けた矢野荘例名の公文職について、祐尊が自らを後任とするように要求し、任命しても名前のみの地位に留めておこうとする東寺と再び対立して永和2年/天授2年（1376年）には再度代官解任が検討されるが、東寺内部には彼の能力を利用すべきとの主張もあり、最終的には祐尊の要求が認められ、彼は単なる代官から荘官である公文へと昇格を果たしたのである。続いて、同年には法眼に昇進している。矢野荘に派遣されてから25年、48歳にして祐尊は矢野荘の実質上の支配者となったのである。
だが、永和3年/天授3年（1377年）1月、祐尊の長年の強引な荘経営と負担回避に不満を蓄積させた実長らの名主や百姓が強訴逃散を行って祐尊の代官解任を求める。祐尊は事態の深刻さを東寺には報告せず、守護の赤松氏や周辺の武士と連携して徹底的な弾圧を図って、荘内における力尽くでの封じ込めを図ろうとした。だが、12月になって東寺から派遣された使者によって祐尊の弾圧行為の数々の事実やそれによって年貢納入に支障を来す事態となっていることが報告されると、東寺は祐尊の職権を剥奪、彼の後見人である弘雅も給主を辞退した。年が明けると東寺は祐尊の代官解任に同意する意向を名主・百姓に伝えて事態の鎮静化を図ろうとする。既に弾圧への協力依頼のために多額の工作費を使っていた祐尊はこれに抵抗するが、康暦元年/天授5年（1379年）には京都に召還された。
代官解任と結果的には失敗に終わった工作費の捻出のために矢野荘で築いた財産の多くを失った祐尊であったが、永徳3年/弘和3年（1383年）には東寺の雑掌に任ぜられ、京都において室町幕府や守護との交渉窓口の役目を担うことになる。ここで長年の守護赤松氏との交渉で培った対武家交渉の能力が如何なく発揮され、再び富を蓄積させていくことになる。ところが、足利義満の寵童であった奥御賀丸に仕えていた息子の祐舜が多額の年貢未進の責任を問われて逐電し、その負債の返済を父親である祐尊に求められる。しかも、祐舜が東寺領の侵奪行為などに関与した疑いに連座する形で、応永16年（1409年）に祐尊は東寺における全ての役職を剥奪される、折しも足利義満が死去して、室町幕府の人事も一新して東寺も幕府との関係再構築を迫られていた時期でもあり、旧体制（足利義満体制）とのつながりが強すぎた祐尊を切る必要があったのである。突如として収入の道を断たれた上に同時に多額の債務を背負わされた祐尊はたちまち貧困に陥った。80歳を過ぎた祐尊は東寺から僅かな扶持を受けたものの貧窮の中で没し、死後の荼毘の費用もなかったために、妻が東寺から2貫文を借りてようやく荼毘を行う有様であったという。